# Salvatore La Barbera
Pour les articles homonymes, voir Barbera (homonymie).
Salvatore La Barbera (en italien : [salvaˈtoːre la barˈbɛːra]) (né le 20 avril 1922 à Palerme et mort le 17 janvier 1963) était un mafieux sicilien. Avec son frère Angelo, il dirigeait la famille mafieuse de Palerme Centre. 
Salvatore La Barbera a siégé à la Première commission de la mafia sicilienne, créée en 1958 en tant que capo mandamento pour les familles mafieuses de Borgo Vecchio, Porta Nuova et Palermo Centro. La Barbera a disparu pendant la première guerre de la mafia, victime de la lupara bianca, pour ne plus jamais être revu.

## Biographie
Salvatore La Barbera est né dans les bidonvilles du quartier de Partanna-Mondello à Palerme. Son père était un charbonnier. Ils commence sa carrière par de petits larcins et des meurtres et finit par devenir avec son frère un leader d'une nouvelle génération de mafieux des années 1950 et 1960 qui ont fait fortune dans les transactions immobilières, la contrebande de cigarettes et le trafic d'héroïne. 
En 1955, Salvatore La Barbera devient de facto le chef de la cosca du Palermo Centro. L'un des tueurs à gages de La Barbera était Tommaso Buscetta, qui est devenu en 1984 un pentito (témoin collaborateur).
Les frères La Barbera et d'autres chefs de la mafia novices comme Pietro Torretta et leurs hommes de main ont formé la soi-disant nouvelle mafia  qui adoptant de nouvelles techniques de gangsters. D'autres cosche plus petites ont fini par accepter la suprématie de ces patrons, obtenue par la violence. Les hommes qui entamaient leur « carrière » dans leur giron se transformaient en une nouvelle génération de mafieux comme Tommaso Buscetta et Gerlando Alberti. 
Les frères La Barbera avaient des relations avec des politiciens locaux du parti démocrate-chrétien (DC), en particulier Salvatore Lima, le maire de Palerme de 1958 à 1963. Selon Buscetta, le père de Lima, Vincenzo Lima, était un « homme d'honneur » de la famille Palermo Centro dirigée par les frères La Barbera. L'élection de Lima a été soutenue par le clan La Barbera.
Les frères La Barbera étaient présents dans les rencontres entre les mafieux américains et siciliens qui ont eu lieu à Palerme du 12 au 16 octobre 1957, à l'hôtel Delle Palme de Palerme. Joseph Bonanno, Lucky Luciano, John Bonventre, Frank Garofalo, Santo Sorge et Carmine Galante étaient parmi les mafieux américains présents, tandis que du côté sicilien il y avait Salvatore Greco, Giuseppe Genco Russo, Gaetano Badalamenti, Calcedonio Di Pisa et Tommaso Buscetta. L'une des questions abordées lors des réunions était l'organisation du trafic d'héroïne vers les États-Unis,. 
Salvatore La Barbera devient membre de la première Commission de la mafia sicilienne lors de sa création en 1958. Cependant, les La Barbera ont rapidement rencontré des problèmes avec la Commission, lorsque Moncada, ancien patron de La Barbera, s'est plaint que les La Barbera lui ont fait payer trop cher les matériaux de construction. La Commission décide en faveur de Moncada et ordonne aux La Barbera de renoncer à la direction de la famille Palermo Centro, ce qu'ils refusent de faire. 
Au début des années 1960, les frères La Barbera ont été les protagonistes d'un conflit sanglant entre des clans rivaux à Palerme connu sous le nom de première guerre de la mafia consistant à se battre pour le contrôle des rackets (Pizzi) sur les marchés de Palerme, la vente de chantiers de construction, la construction et le commerce d'héroïne en Amérique du Nord. 
Le conflit a éclaté à cause d'une cargaison d'héroïne insuffisante. Cesare Manzella, les cousins Greco de Ciaculli et les frères La Barbera avaient financé l'expédition. Les soupçons sont tombés sur Calcedonio Di Pisa, qui avait récupéré l'héroïne pour Manzella auprès du fournisseur corse Pascal Molinelli et avait organisé le transport vers les partenaires de Manzella à New York. 
L'affaire a été portée devant la Commission de la mafia, mais un désaccord sur la manière de la gérer et une ancienne hostilité à l'égard des La Barbera ont conduit à un conflit sanglant entre des clans alliés des Greco, dirigés par Salvatore Greco, et des clans alliés aux La Barbera. Une série d'attaques et de contre-attaques aboutissent à l'assassinat de Calcedonio Di Pisa le 26 décembre 1962. Les Greco soupçonnaient Salvatore et Angelo La Barbera de l'assassinat bien que celui qui était derrière ce meurtre était en fait un autre mafieux, Michele Cavataio qui tentait de dresser les Greco et La Barbera l'un contre l'autre.
Le 17 janvier 1963, Salvatore La Barbera disparaît à jamais.
La police de Palerme soupçonnait que Salvatore Greco « Ciaschiteddu » et son cousin Salvatore Greco « l'ingénieur » avaient conclu un accord selon lequel Tommaso Buscetta trahirait son ancien ami, le tuerait et se débarrasserait de son corps dans les fours de sa verrerie. Buscetta prétend ne rien savoir de cette disparition.